# Halichondria minuta
Halichondria minuta är en svampdjursart som beskrevs av Keller 1891. Halichondria minuta ingår i släktet Halichondria och familjen Halichondriidae.
Artens utbredningsområde är Eritrea. Inga underarter finns listade i Catalogue of Life.